# The Chase (Doctor Who)
The Chase (La persecución) es el octavo serial de la segunda temporada de la serie británica de ciencia ficción Doctor Who, emitido originalmente en seis episodios semanales del 22 de mayo al 26 de junio de 1965. La historia tiene lugar en múltiples localizaciones, incluyendo el Mary Celeste, el Empire State Building y el planeta Aridius. Marca la última aparición de William Russell y Jacqueline Hill como los acompañantes Ian Chesterton y Barbara Wright, así como la presentación de Peter Purves como el nuevo acompañante Steven Taylor. En el primer episodio hace una aparición especial The Beatles interpretando su tema Ticket to Ride. Esta aparición está extraída del programa Top of the Pops, y como ese programa en concreto se borró de los archivos de la BBC, aquí se encuentra el único fragmento que se conserva de esa actuación.

## Argumento
Dentro de la TARDIS los viajeros juegan con el visualizador espacio-temporal que consiguieron en su última aventura en el museo espacial, y que permite ver cualquier evento del pasado de cualquier parte de universo en una especie de pantalla de televisión. Entonces aterrizan en un planeta desértico, e Ian y Vicki se alejan para investigar, quedando atrapados en un subterráneo a través de una trampilla. 
Barbara y el Doctor ven en la pantalla a los Daleks planeando seguirles hasta el planeta Aridius para exterminarlos, utilizando para ello una máquina del tiempo propia capaz de seguir la TARDIS donde quiera que vaya. El Doctor y Barbara van en busca de sus compañeros, pues deben marcharse inmediatamente. Entonces comienza una persecución por diversos planetas y en diversas épocas, hasta que al final les hacen frente en un planeta con una jungla de hongos gigantes y una ciudad de robots. En la ciudad conocen a Steven, un náufrago espacial cuya nave se estrelló en el planeta, y que ha estado encerrado desde entonces por los robots en la ciudad en una especie de jaula parte de un zoo para los robots. Logran escapar y los robots destruyen a los Daleks.
Entonces, Barbara se da cuenta de que utilizando la máquina del tiempo Dalek podrían regresar a su hogar en su época. El Doctor intenta persuadirles de que no lo hagan diciéndoles que podrían morir en el proceso, pero ellos están decididos y Vicki le convence de que les deje partir. Así, Ian y Barbara se despiden emotivamente del Doctor y utilizan la máquina del tiempo, que les llevará de vuelta a la Tierra en Londres, pero en el año 1965, dos años después de haberse marchado, destruyendo a su llegada la máquina tal y como el Doctor les ordenó que hicieran. El Doctor y Vicki les ven en el visualizador y comprueban que han llegado a salvo, lo que alegra a Vicki, aunque el Doctor le dice a su acompañante con tristeza que les echará mucho de menos.

### Continuidad
- En esta historia se señala que en el futuro, músicos pop contemporáneos como The Beatles serán considerados "música clásica".[1] Una broma similar con Soft Cell y Britney Spears aparecería en la serie 40 años después en el episodio del Noveno Doctor, El fin del mundo,[2] y una vez más en el episodio del Décimo Doctor 42 con Elvis Presley y una vez más The Beatles.[3]
- Tanto William Shakespeare como la Reina Isabel I de Inglaterra aparecerán en el episodio del Décimo Doctor El código Shakespeare.[4]
- Los Daleks volverán al Empire State Building en el episodio doble del Décimo Doctor Daleks en Manhattan y Evolution of the Daleks.[5] En Doctor Who Confidential, Russell T Davies comenta que le gusta imaginar que guardaron el Empire State Building en sus bancos de memoria y que volvieron allí a propósito por eso.[6]
- Cuando Ian le pide a Barbara su rebeca en el episodio 2, ella suspira y dice "Otra vez no". Sus compañeros ya habían destrozado otra de sus rebecas en The Space Museum.[7]

#### Daleks
- En esta historia no se explica cómo saben del Doctor, sus acompañantes y la TARDIS ni la razón específica de su misión de ejecución. Sin embargo, el duplicado robótico cree que los acompañantes del Doctor son Ian, Barbara y Susan, lo que indica que tenían conocimiento de los eventos de la historia The Dalek Invasion of Earth, pero no de historias posteriores.
- Es la primera vez que los Daleks llevan paneles solares en su sección intermedia, lo que les da independencia energética. Esto se mantendría durante el resto de la historia de la serie hasta los nuevos Daleks introducidos en La victoria de los Daleks (2010). En The Dalek Invassion of Earth, los Daleks usaban parabólicas para recibir energía de una antena central,[8] y en The Daleks, tomaban electricidad estática de los suelos metálicos de su ciudad.[9]
- Se sugiere en esta historia que los Daleks pueden volar, ya que aparecen en dos pisos diferentes del Mary Celeste,[10] y en el cliffhanger del primer episodio se muestra un Dalek enterrado en arena liberándose subiendo verticalmente.[1] No sería hasta Revelation of the Daleks en 1985 que se vería en pantalla a los Daleks volando.[11]
- Esta es una de las pocas historias de los Daleks que introduce elementos humorísticos, y es la única en la que los propios Daleks actúan cómicamente. Entre otros, se oye a un Dalek tosiendo cuando emerge de la arena de Aridius, a otro Dalek tartamudo que no es capaz de hacer un simple cálculo mental, otros Daleks que usan sus brazos ópticos para asentir, otro Dalek que grita "¡Yaarrgh!" mientras se cae del Mary Celeste, y otro Dalek que se enfurece con su subordinado.[12]

## Producción
| Episodio                | Fecha de emisión    | Duración | Espectadores en millones | Estado en el archivo |
| ----------------------- | ------------------- | -------- | ------------------------ | -------------------- |
| The Executioners        | 22 de mayo de 1965  | 25:25    | 10,0                     | Película de 16mm     |
| The Death of Time       | 29 de mayo de 1965  | 23:32    | 9,5                      | Película de 16mm     |
| Flight Through Eternity | 5 de junio de 1965  | 25:23    | 9,0                      | Película de 16mm     |
| Journey into Terror     | 12 de junio de 1965 | 23:49    | 9,5                      | Película de 16mm     |
| The Death of Doctor Who | 19 de junio de 1965 | 23:27    | 9,0                      | Película de 16mm     |
| The Planet of Decision  | 26 de junio de 1965 | 26:29    | 9,5                      | Película de 16mm     |
| [ 13 ] [ 14 ] [ 15 ]    |                     |          |                          |                      |

El título original de Terry Nation para esta historia era The Pursuers. Se hicieron muchos cambios desde su propuesta original hasta el serial definitivo. En la historia original, la tripulación de la TARDIS vería en el visualizador a Shakespeare discutiendo con su mujer la posibilidad de permitir a Francis Bacon usar su nombre en las obras de Bacon, así como un discurso de Winston Churchill; Ian y Vicki verían a través de la arena la enorme ciudad subterránea de Aridian, e Ian y Barbara no volverían a la Tierra al final del serial.
Algunos de los Daleks que aparecen en este serial habían sido fabricados para la película de 1965 Dr. Who and the Daleks. Aunque el plan era redecorarlos para asemejarlos a los Daleks televisivos, se vio que esto era imposible, y esos tres Daleks se usaron sólo de fondo en algunas tomas. Como The Chase se emitió antes del estreno de la película, esta es la primera aparición de los Daleks cinematográficos.
Las imágenes de Ian y Barbara en la Tierra en el episodio final se rodaron mientras se hacía la siguiente historia, The Time Meddler, y fueron dirigidas por el director de ese serial, Douglas Camfield.
El fragmento de The Beatles cantando Ticket to Ride pertenece a la edición del 15 de abril de 1965 de Top of the Pops. Posteriormente, esa grabación junto con muchos programas completos de Top of the Pops y de la misma Doctor Who se borraron de los archivos. The Chase se salvó de la purga del archivo de la BBC, y de esta forma ese fragmento de Ticket to Ride es la única imagen superviviente de The Beatles en Top of the Pops.